# Pintado (U-Boot, 1971)
| USS Pintado (SSN-672) mit einem DSRV |                           |
| Dienstzeit                           | USN Jack                  |
| Geordert:                            | 29. Dezember 1965         |
| Kiellegung:                          | 27. Oktober 1967          |
| Stapellauf:                          | 16. August 1969           |
| Indienststellung:                    | 11. September 1971        |
| Außerdienststellung:                 | 26. Februar 1998          |
| Status:                              | Abgebrochen               |
| Technische Daten                     |                           |
| Verdrängung:                         | 4.870 Tonnen getaucht     |
| Länge:                               | 89 m                      |
| Breite:                              | 9,7 m                     |
| Tiefgang:                            | 8,9 m                     |
| Antrieb:                             | Ein S5W-Reaktor           |
| Besatzung:                           | 12 Offiziere, 95 Matrosen |

Die USS Pintado (SSN-672) war ein Atom-U-Boot der United States Navy und gehörte der Sturgeon-Klasse an.

## Geschichte
Die Pintado wurde Ende des Jahres 1965 in Auftrag gegeben und im Oktober 1967 auf der Mare Island Naval Shipyard auf Kiel gelegt. Nach einer Bauzeit von fast zwei Jahren lief das Boot von Stapel und wurde 1971 bei der Navy in Dienst gestellt.
Der erste Einsatz führte die Pintado 1972 und 1973 in den westlichen Pazifik, der zweite 1974 ebenfalls. Im Mai des Jahres operierte die Pintado in den Gewässern vor Petropawlowsk-Kamtschatski, wo sich eine sowjetische U-Boot-Basis befand. Während der Fahrten kollidierte das amerikanische mit einem sowjetischen U-Boot der Yankee-Klasse. Das Yankee tauchte sofort auf, während die Pintado getaucht flüchtete. Auf der Pintado waren starke Beschädigungen im Bugbereich die Folge, die in den folgenden sieben Wochen im Trockendock auf der Insel Guam behoben wurden. Im Anschluss daran war die Pintado das erste U-Boot, das erfolgreich einen Seezielflugkörper vom Typ AGM-84 Harpoon startete.
Nach der ersten regulären Überholung folgte für die Pintado wieder eine Verlegung in den Pazifik, die von August 1977 bis Februar 1978 dauerte. Während Übungen mit der südkoreanischen Marine kollidierte die Pintado mit einem Überwasserschiff, wobei leichte Beschädigungen am Ruder festgestellt wurden.
Ende 1978 operierte die Pintado unter dem arktisches Eis, am 10. Oktober tauchte sie am Nordpol auf. 1979 folgten Fahrten im Indischen Ozean, wo das U-Boot im Rahmen der Geiselnahme von Teheran operierte, 1981 folgte ein weiteres Mal eine Verlegung in den westlichen Pazifik. Im Juni 1982 folgte eine 16-monatige Überholung in der Pearl Harbor Naval Shipyard. Im Anschluss folgten Operationen unter der arktischen Eiskappe, im November 1984 tauchte die Pintado zusammen mit ihrem Schwesterboot Gurnard als drittes Paar U-Boote am Nordpol auf.
Nach weiteren Fahrten im Pazifik und einem dritten Besuch des Nordpols 1987 folgte ab Juli 1989 eine Überholung, diesmal in ihrer Bauwerft. 1992 wurde die Pintado nach Pearl Harbor verlegt und stattete dem Nordpol am 23. August als erstes U-Boot überhaupt einen vierten Besuch ab. Nach Fahrten im Atlantik 1993 und im Pazifik 1996 wurde die Pintado 1998 außer Dienst gestellt und bis Oktober 1998 im Rahmen des Ship-Submarine Recycling Program in der Puget Sound Naval Shipyard abgebrochen.